# Кадьян Іван Олександрович
Іва́н Олекса́ндрович Кадья́н (6 (18) квітня 1914, с. Ковалі, Полтавська область — 4 червня 1989, м. Горлівка, Донецька область) — лікар-хірург, онколог, Герой Соціалістичної Праці (1969).

## Життєпис
Майбутній лікар народився 6 квітня 1914 року в селі Ковалі Чорнухінського району Полтавської області в сільській родині. Поступив на лікувальний факультет 1-го Харківського медичного інституту (ХМІ), який закінчив у 1938 році.
Служив військовим лікарем на Далекому Сході (1938—1945 р.), потім пербував у резерві офіцерського складу Харківського військового округу (1945—1946 р.).
У 1946 р. переїхав до Горлівки. Там працював лікарем-хірургом та головним лікарем в 1-й міській лікарні (1946—1951), потім у 2-й міській лікарні заступником головного лікаря (1951—1952), головним лікарем (1952—1959), завідувачем хірургічного відділення (1966—1975), лікарем-хірургом хірургічного відділення (1975—1985). У 1959—1966 роках працює завідувачем хірургічного відділення міського онкодиспансеру.
Помер 4 червня 1989 р. у Горлівці.

## Наукова та педагогічна діяльність
Присвятив майже 40 років життя роботі у місті Горлівка. За цей час він здобув значний авторитет як досвідчений високопрофесійний лікар. Окрім проведення хірургічних операцій багато консультував у шахтних лікарнях, був першим кваліфікованим лікарем-онкологом у місті, організатором онкологічної служби Горлівки. При проведенні операцій першим став застосовувати ендотрахеальний наркоз.
Брав участь у вихованні молодих хірургів. У 1950-ті роки Горлівська міська лікарня № 2 стала базою Донецького медичного інституту, вчений був для студентів прикладом як у професійній майстерності так і у ставленні до свого лікарського обов'язку.

## Сім'я
Медична династія Кадьянів: дружина, діти й онук працюють у лікувальних установах Горлівки.
Син — Володимир — хірург, закінчив ХМІ (1973).

## Нагороди та відзнаки
- Орден Червоної Зірки
- Медаль «За перемогу над Японією»
- Медаль «За трудовое отличие» (1954)
- Медаль «За трудовую доблесть» (1967)
- Герой Соціалістичної Праці (1967)
- У 1968 р. його ім'я внесли до Книги почесних громадян Горлівки.

## Пам'ять
В Горлівці (Донецка область) на споруді хірургічного корпусу лікарні № 2 (пр. Леніна, 26) встановлена пам'ятна дошка І. О. Кадьяну.